# Kazuo Hirai
Kazuo Hirai (japanska: 平井 一夫, Hirai Kazuo), född 22 december 1960, är en japansk företagsledare som är president och vd för den japanska multinationella teknikkonglomeratet Sony Corporation sedan 1 april 2012.
Han avlade en kandidatexamen i de fria konsterna vid Tokyo–baserade International Christian University.
Hirais karriär inom Sony började 1984 när han fick anställning hos CBS/Sony Inc. (nu Sony Music Entertainment Japan) att promota och marknadsföra internationella artister i Japan. Han blev senare chef för marknadsföringen av japanska artister på den amerikanska marknaden på Sony Music Entertainment Japan:s kontor i New York, New York. 1995 började Hirai jobba för Sony Computer Entertainment America och fyra år senare blev han utnämnd till president och COO för bolaget med ett övergripande ansvar över det operativa på företaget och deras närvaro på den amerikanska marknaden för datorspel. Den 1 december 2006 blev han utnämnd till Sony Computer Entertainment, Inc.:s nya president och COO. Den 19 juni 2007 valde Sony Computer Entertainment:s styrelseordförande och vd Ken Kutaragi avgå som vd och blev ersatt av Hirai. Under 2009 blev han befordrad till att leda Sony:s nya avdelning "Networked Products & Services Group". Den 10 mars 2011 blev Hirai utsedd till verkställande vicepresident för koncernen. Den 29 juni 2011 meddelade Sony Computer Entertainment, Inc. att deras styrelseordförande Akira Sato skulle avgå från posten den 31 augusti 2011 och skulle bli ersatt av Hirai. Hirais positioner som president och vd skulle övertas av Sony Computer Entertainment Europe, Inc.:s president, vd och COO Andrew House den 1 september 2011. Den 1 februari 2012 meddelade Sony att koncernens styrelseordförande, president och vd Sir Howard Stringer skulle avgå som president och vd den 1 april 2012 och Hirai var den som skulle ta över koncernansvaret efter Stringer.